# Шейк Дукуре
Шейк Каде́р Дукуре́ (фр. Cheick Kader Doukouré; нар. 11 вересня 1992, Абіджан, Кот-д'Івуар) — івуарійський та французький футболіст, півзахисник клубу «Аріс» (Салоніки).
У складі збірної — володар Кубка африканських націй.

## Клубна кар'єра
У дорослому футболі дебютував 2010 року виступами за команду клубу «Лор'ян».
Протягом 2012—2013 років на правах оренди захищав кольори команди клубу «Епіналь».
До складу клубу «Мец» приєднався 2014 року. За 3 роки відіграв за клуб 58 матчів.
4 серпня 2017 року приєднався до клубу «Леванте».

## Виступи за збірну
На юнацькому рівні з 2009 по 2011 роки представляв Францію.
2015 року дебютував в офіційних матчах у складі національної збірної Кот-д'Івуару. Наразі провів у формі головної команди країни 22 матчі, забив 1 гол.
У складі збірної був учасником Кубка африканських націй 2015 року в Екваторіальній Гвінеї, Кубка африканських націй 2017 року у Габоні.

## Титули і досягнення
- Переможець Кубка африканських націй: 2015